# Pembroke Castle
Pembroke Castle (walisisk: Castell Penfro) er en borg fra middelalderen, der ligger i centrum af Pembroke i Pembrokeshire, Wales. Borgen var oprindeligt sæde for jarlen af Pembroke.
I 1093 opførte Arnulf af Montgomery den første fæstning på stedet på en bakketop ud til floden Pembroke under den normanniske invasion af Wales. Et århundrede senere blev borgen givet af Richard 1. til William Marshal, der blev en af de mest magtfulde mænd i 1100-tallets Storbritannien. Han genopførte Pembroke Castle i sten, og byggede størstedelen af den borg, som er bevaret i dag.
Det har været en listed building siden 1951. I begyndelsen af 1900-tallet var borgen blev renoveret meget.
Borgen er åben for offentligheden, og de ter den største privatejede borg i Wales.

## I populærkulturen
Pembroke ar optrådt i en række film. Disse inkluderer The Lion in Winter (1968), Jabberwocky (1977), BBC's filmatisering af C.S. Lewis' prins Caspian, filmatiseringen af Shakespeares Richard II, og den britisk-amerikansk film Me Before You (2016. Den er også blevet brugt som den fiktive Penleven Castle i Cornwall i komediefilmen The Bad Education Movie (2015).